# Pimpla hesperus
Pimpla hesperus är en stekelart som först beskrevs av Henry Keith Townes, Jr. 1960.  Pimpla hesperus ingår i släktet Pimpla och familjen brokparasitsteklar. Inga underarter finns listade i Catalogue of Life.